# Sportjahr 1854
Liste der Sportjahre

1850 | 1851 | 1852 | Sportjahr 1854 | 1855 | 1856 | 1857 | 1858 | ► | ►►

Weitere Ereignisse

## Ereignisse

### Bergsteigen
- 17. August: Der bayerische Bergsteiger Stephan Steinberger besteigt den Großglockner als erster Mensch im Alleingang.
- 24. August: Stephan Steinberger besteigt nach eigenen Angaben im Alleingang als erster Mensch die Königspitze in den Ortler-Alpen. Seine Angaben werden lange Zeit angezweifelt, werden heute jedoch mehrheitlich als glaubwürdig eingestuft.

### Cricket
- 30. September: Der Melbourne Cricket Ground wird mit einem Mitgliedermatch eröffnet.

### Rudern

Championship Course im Boat-Race-Wettbewerb

- 8. April: Oxford gewinnt das 12. Boat Race gegen Cambridge in einer Zeit von 21′36″ mit einem Vorsprung von 7 Längen. Im Vorjahr hat kein Rennen stattgefunden.

### Turnen
- 15. Mai: Die Lübecker Turnerschaft von 1854, der heute größte und älteste Sportverein Lübecks, wird gegründet. Geturnt wird im Sommer auf dem Turnplatz auf dem Burgfeld, im Winter im Turnlokal, das das Katharineum zu Lübeck im Werkmeister-Haus der Lübecker Katharinenkirche in der Glockengießerstraße 2 eingerichtet hat.

## Geboren
- 08. Januar: John Rahm, US-amerikanischer Golfspieler († 1935)

- 26. März: Maurice Lecoq, französischer Sportschütze († 1925)

- 04. Juni: Solko van den Bergh, niederländischer Sportschütze († 1916)
- 22. Juni: William Chalfant, US-amerikanischer Roquespieler († 1930)
- 00. Juni: Nat Love, US-amerikanischer Sklave, Cowboy, Rodeoreiter, Pullman porter und Autor († 1921)

- 09. Juli: Gaston Saint-Paul de Sinçay, belgischer Fahrsportler († 1938)
- 28. Juli: Pierre Eichhorn, belgischer Sportschütze († unbekannt)

- 03. September: Charles Tatham, US-amerikanischer Fechter († 1939)

- 17. Oktober: Sybil Newall, englische Bogenschützin († 1929)
- 02. November: Isidor Gunsberg, englischer Schachspieler jüdisch-ungarischer Herkunft († 1930)
- 28. November: Anton Schäfer, US-amerikanischer Turner; Mitglied im Turnverein Milwaukee Turners († 1911)

- 15. Dezember: Jens Peter Berthelsen, dänischer Fechter († 1934)

## Gestorben
- 8. September: Elijah Williams, englischer Schachmeister (* 1809)